# Riezu
Riezu (Errezu en euskera y cooficialmente) es una localidad española del municipio del Valle de Yerri (Navarra). Se sitúa al Este del municipio, sobre el río Ubagua. Contaba con 125 habitantes en 2017.

## Demografía
| 2001 | 2002 | 2003 | 2004 | 2005 | 2006 | 2007 | 2008 | 2009 | 2012 | 2013 | 2014 | 2015 | 2016 | 2017 | 2018 | 2019 | 2020 | 2021 | 2022 | 2023 |
| ---- | ---- | ---- | ---- | ---- | ---- | ---- | ---- | ---- | ---- | ---- | ---- | ---- | ---- | ---- | ---- | ---- | ---- | ---- | ---- | ---- |
| 107  | 119  | 126  | 122  | 116  | 113  | 120  | 120  | 116  | 115  | 112  | 115  | 117  | 122  | 125  | 124  | 120  | 115  | 121  | 121  | 119  |

## Historia
En su término se localiza el yacimiento arqueológico de la llamada cueva del Nacedero. Se trata de un yacimiento arqueológico en cueva situado en el paraje de Arbioz, al norte del nacedero de Ubagua, en término de Riezu. Los restos antropológicos y cerámicos recuperados en las galerías interiores atestiguan su empleo con fines sepulcrales durante la Edad del Bronce.

###### Edad Media
Riezu fue en el siglo XI centro de uno de los distritos o “tenencias” del reino: lo rigieron, junto con Funes, García Fortuñones (1024-1039) y Fortún Aznar (1045-1060). Aparece entonces en la documentación con las grafías “Arriezu” e incluso “Arrieso”. Como villa de señorío realengo debía en 1280 una pecha anual de 500 sueldos, incluidos probablemente los provechos de las heredades compradas por Teobaldo I (1252) a las benedictinas de Marcilla. Carlos II de Navarra dio sus rentas a perpetuidad (1368) a Beltrán Vélez de Guevara, señor de Oñate, junto con las de Etayo y Oco, pero al año siguiente éste enajenó el lugar, como pago de las 1.000 doblas que el señor de Oñate le debía, a Miguel Pérez de Ciriza, a cuya muerte se reintegró al patrimonio de la Corona. Poseyeron heredades en su término el Monasterio de Santa María la Real (Irache) desde el siglo XI y los Hospitalarios de San Juan de Jerusalén desde el siglo XIII. 
En 1427, con motivo de un reparto concedido al rey por las Cortes de Navarra, por todo el reino se preparó un apeo de fuegos (casas habitadas), y en el valle se redactó el Libro de fuegos del valle de Yerri, en el que la localidad de Riezu (aparece escribo como Reçu) aparece tasada en 13 sueldos. Otro apeo para el reparto de imposiciones, en este caso de manera extraordinaria, se preparó en enero de 1647, ordenado por el virrey y capitán general del reino de Navarra, Luis de Guzmán Ponce de León, en el que en Riezu aparecen un palacio admitido como tal y 30 casas habitadas: 15 de vecinos propietarios, 6 de vecinos sin propiedad y 9 de moradores.

###### SigloXVIII
En la Edad Moderna, Riezu se vio implicado en las guerras que se desarrollaban en la península ibérica, como por ejemplo la guerra de sucesión española (1701-1715), en la que Navarra tomó partido por uno de los aspirantes al trono , Felipe V de España. Fueron numerosos los reclutamientos necesarios para desarrollar la guerra, que se repartían entre los habitantes varones del valle y su armamento declarado, y en el del 30 de junio de 1706, la localidad de Riezu se vio obligada a proporcionar 30 hombres, 3 mosquetes y 1 Arcabuz de chispa.
En 1726 se preparó otro apeo en el que se hacía un listado de casas habitadas y de la condición de sus moradores. La parte correspondiente a Riezu se redactó el 18 de noviembre de ese año, y en ella aparecen 39 casa, con 23 vecinos propietarios, incluido un Palacio, 13 propietarios habitantes, incluso cuatro molinos y dos casas que no se habitaban.
El 22 de mayo de 1794 la Diputación navarra envió una carta al valle ordenando que enviase "noticia puntual de todos los hijosdalgo que hubiese en este valle, así solteros como casados y viudos desde la edad de diez y seis años hasta la de cinquenta, ambos cumplidos". En el listado enviado, aparecían 9 hidalgos en Riezu, de un total de 172 en todo en valle.
En 1795, después de la guerra de la Convención contra Francia, se reunieron Cortes en Navarra, decidiendo realizar un nuevo apeo de personas de todo el Reino, que se efectuó el 7 de marzo de 1796, y comprende un exhaustivo repaso a cada una de las casas habitadas de todos los pueblos del valle (quién vivía, su condición y su edad). En el caso de Riezu, aparecen 43 casas, incluyendo los dos molinos que existían, y los nombres de los 19 hidalgos de la localidad.

###### SigloXIX
Otro momento conflictivo de la historia se vivió durante el Trienio Liberal, con continuos enfrentamientos entre el gobierno liberal y la oposición absolutista. El 20 de julio de 1821, por orden de las cortes, el valle de Yerri se dispuso a alistar a todos los mozos de entre 18 y 36 años, de los 22 pueblos y 4 caseríos que lo componían. En el averiguamiento consiguiente en Riezu aparecen 16 mozos, incluyendo 3 tonsurados.
También las sucesivas guerras carlistas afectaron gravemente a la vida de las localidades del valle, pues debían satisfacer las necesidades de suministros de uno o de los dos ejércitos en liza. Por ejemplo, durante la primera guerra carlista, el 24 de febrero de 1837 los comisionados Juan Antonio Unzué (por Alloz) y Blas Martínez de Landa (por Riezu), junto con el escribano Román de Arbizu, atendieron a la petición de la Junta Gubernativa carlista de proporcionar alimentos para sus tropas, y en el correspondiente reparto, Riezu tuvo que aportar suministros por valor de 10561 reales y 1 Maravedí:
- 48 cántaros y 5 pintas y media de vino.
- 590 robaos y 12 almutadas de trigo.
- 540 libras y un cuarto de carne.
- 100 robos y tres cuartos de cebada.
- 541 y media arrobas de paja.
- 46 robos de maíz.
- 96 robos de salbau (sic).
- 17 y medio robos de avena.
- 99 cargas de leña.
- 8 y media libros de aceite.[8]

En 1802 había en su término 5 molinos movidos por las aguas del río, la cosecha era de 4000 robos de cereal y 3000 cántaros de vino, viviendo en el lugar 209 personas. También existía un establecimiento para la venta de tabaco.
En 1847 tenía escuela, dotada con 1.200 reales; servían la iglesia un párroco, presentado por los vecinos, y un beneficiado, cuya provisión correspondía al párroco o al rey según el mes en que se daba la vacante; funcionaban tres molinos harineros y dos de aceite. A comienzos del siglo XX quedaba uno de los de harina y había otros dos que molturaban habas, maíz y otros granos para alimento del ganado.

## Fiestas
- Día del Agua: 15 de agosto. Se hace que coincidan en jueves, viernes, sábado y domingo. Fiestas Patronales.[10] La gente del pueblo va a la chopera del río y allí hay música y cada grupo se lleva la comida.
- Fiesta del Valle, por sorteo entre los pueblos una vez al año el primer fin de semana de junio.